# Swanton (condado de Franklin, Vermont)
Swanton es una villa ubicada en el condado de Franklin en el estado estadounidense de Vermont. En el año 2010 tenía una población de 2.386 habitantes y una densidad poblacional de 1.193 personas por km².

## Geografía
Swanton se encuentra ubicado en las coordenadas 44°55′11″N 73°7′16″O / 44.91972, -73.12111.

## Demografía
Según la Oficina del Censo en 2000 los ingresos medios por hogar en la localidad eran de $34,153 y los ingresos medios por familia eran $41,929. Los hombres tenían unos ingresos medios de $31,875 frente a los $24,800 para las mujeres. La renta per cápita para la localidad era de $17,720. Alrededor del 9.7% de la población estaba por debajo del umbral de pobreza.